# Ponerorchis crenulata
Ponerorchis crenulata är en orkidéart som beskrevs av Sóo. Ponerorchis crenulata ingår i släktet Ponerorchis och familjen orkidéer. Inga underarter finns listade i Catalogue of Life.